# Distrito electoral de North Manchester (condado de Boone, Nebraska)
North Manchester (en inglés: North Manchester Precinct) es un distrito electoral ubicado en el condado de Boone en el estado estadounidense de Nebraska. En el Censo de 2010 tenía una población de 808 habitantes y una densidad poblacional de 3,21 personas por km².

## Geografía
North Manchester se encuentra ubicado en las coordenadas 41°44′50″N 98°0′42″O / 41.74722, -98.01167. Según la Oficina del Censo de los Estados Unidos, North Manchester tiene una superficie total de 251.71 km², de la cual 251.55 km² corresponden a tierra firme y (0.06%) 0.15 km² es agua.

## Demografía
Según el censo de 2010, había 808 personas residiendo en North Manchester. La densidad de población era de 3,21 hab./km². De los 808 habitantes, North Manchester estaba compuesto por el 98.89% blancos, el 0.25% eran afroamericanos, el 0.25% eran amerindios, el 0.25% eran asiáticos, el 0.12% eran isleños del Pacífico, el 0% eran de otras razas y el 0.25% pertenecían a dos o más razas. Del total de la población el 0.5% eran hispanos o latinos de cualquier raza.